# Cynodon (poisson)
Pour les articles homonymes, voir Cynodon.
Cet article concerne le poisson. Pour la plante, voir Cynodon (plante).
Genre

Cynodon est un genre de poissons téléostéens de la famille des Cynodontidae et de l'ordre des Characiformes. Le genre Cynodon regroupe plusieurs espèces de poissons américains.

## Liste des espèces
Selon FishBase (19 juin 2015):
- Cynodon gibbus (Agassiz, 1829)
- Cynodon meionactis Géry, Le Bail & Keith, 1999
- Cynodon septenarius Toledo-Piza, 2000